# ルドルフ・オットー
ルドルフ・オットー（Rudolf Otto, 1869年9月25日 - 1937年3月6日）は、ドイツの哲学者・宗教哲学者。

## 経歴
マールブルク大学教授。イマヌエル・カントとヤーコプ・フリードリヒ・フリースの研究を通して、「崇高で聖なるものとは」という問題意識を持つようになり、宗教哲学の研究に移行した。古代インド神話学にも通じていた。

## 思想
- 代表作は『聖なるもの』（1917年）で、宗教学の重要な原典である。キリスト教の教義に依拠せず、哲学の立場から宗教にどうアプローチするかということになると、オットーの思索にたどり着くといわれる。
- 神聖で、それでいて道徳や習俗、認識とは別途のものを彼は、「ヌミノーゼ」という概念で呼ぶ。
- 神秘学、罪、宗教哲学概説、といった分野の業績がある。

## 邦訳された著作
- 『聖なるもの』
山谷省吾訳[1]、岩波文庫, 1968.12
久松英二訳、岩波文庫(新訳版), 2010.2。ISBN 400-3381114
- 『聖なるもの』[2]、華園聰麿訳、創元社, 2005.3。ISBN 442-2130056
- 『西と東の神秘主義 エックハルトとシャンカラ』
華園聰麿、日野紹運、J・ハイジック 訳、人文書院, 1993.3。ISBN 440-903037X
- 『インドの神と人』
立川武蔵、立川希代子 訳、人文書院, 1988.12。ISBN 440-9410393
講談社学術文庫, 2024.11。ISBN 406-5376742

## 関連文献
- 『ティリッヒ著作集 10 回想 自伝と交友編』 白水社 - オットーの回想を含む。
- 木村俊彦『ルドルフ・オットーと禅』 大東出版社
- 前田毅『聖の大地――旅するオットー』 国書刊行会
- 澤井義次『ルードルフ・オットー 宗教学の原点』 慶應義塾大学出版会

## 関連人物
- ミルチャ・エリアーデ オットーから影響を受けた
- ウィリアム・ジェームズ 哲学者・宗教学者
- ジェームズ・フレイザー 金枝篇が著名
- マックス・ミュラー
- シュライエルマッハー オットーに影響を与えた
- エラノス会議 晩年ユングとマルティン・ブーバーと交流した。